# Густайтис, Мотеюс
Моте́юс Густа́йтис (лит. Motiejus Gustaitis; 1 февраля 1870, деревня Рокай близ Ковны, Российская империя — 23 декабря 1927, Лаздияй, Литовская Республика) — литовский поэт, переводчик, литературовед; католический священник, педагог; родоначальник литовского символизма, первый переводчик Ш. Бодлера на литовский язык, первый литовский литератор, получивший учёную степень доктора наук за диссертацию по филологии.

## Биография
Учился в начальной школе в Аукштейи Панямуне (1879—1881), в гимназии в Мариямполе (1881—1887), в Сейненской духовной семинарии. С 1893 года — викарий в Мариямполе. Учился в университетах Регенсбурга (церковная музыка), Рима (каноническое право), Фрибурга (история литературы и искусства). Защитил докторскую диссертацию о «Крымских сонетах» Адама Мицкевича. С 1904 года был директором Мариямпольской мужской гимназии, в 1907—1917 годах — директором Мариямпольской женской прогимназии.
Во время Первой мировой войны эвакуировался вместе с прогимназией в Ярославль. По возвращении с 1918 года директор гимназии в Сейнах, в 1921—1927 годах в Лаздияй.
Статьи на литературные и педагогические темы, стихи, переводы публиковал в журналах «Атейтис» («Будущие»), «Гайрес» («Вехи»), «Прадай ир жигяй» («Начала и стремления»), «Скайтимай» («Чтения»), «Вайрас» («Руль»), сотрудничал во многих других периодических изданиях. Подписывался: Balandis, Bendrakelionis, Embė, G. M., K. M. G., kun. Bastaitis, kun. G., M., M. B., M. Balandis, Motiejus, Motiejus iš Maurų, Parapijonys, Ruta Motiejus, V. Balandis.
В Лаздияй действует мемориальный музей Густайтиса; имя писателя носит гимназия в Лаздияй.

## Литературная деятельность
Дебютировал в печати в 1893 году. Первую книгу издал в 1914 году. Сотрудничал в клерикальных газетах, литературном журнале «Вайворикште» («Радуга»), был редактором журнала «Жибурис» («Огонёк»; 1911—1914).
Помимо стихотворений, написал ораторию «Ореол» (1914), кантату «Братья!» (1922; музыка Ч. Сосновского), новеллу «Смерть Аарона» (1922).
Обогатил литовский поэтический язык словами абстрактного значения — за отсутствием их в живом языке, сам их создавал (не всегда удачно). Считается родоначальником литовского символизма.

## Переводческая деятельность

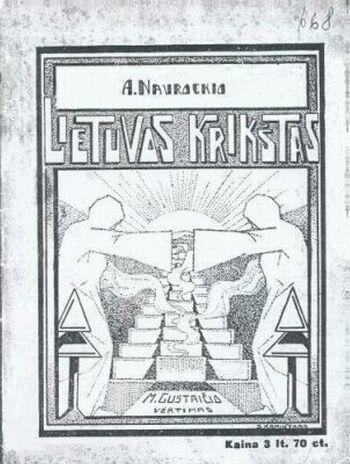
A. A. Navrockij. Lietuvos Krikštas. Eilėtinė penkių veiksmų drama. M. Gustaičio vertimas iš rusų kalbos. Kaunas — Marijampolė: «Dirvos» bendrovė, 1927. Обложка

Мотеюс Густайтис перевёл на литовский язык «Энеиду» Вергилия, произведения Овидия, Горация, Цицерона, Демосфена, Петрарки, литовских латиноязычных авторов Петра Скарги и Сарбевия, а также «Крымские сонеты» и «Дзяды» Адама Мицкевича, произведения Юлиуша Словацкого, Людвика Кондратовича, Анатоля Франса, Шарля Бодлера и других писателей.
С русского языка он переводил Юргиса Балтрушайтиса.
Он перевёл также стихотворную драму в пяти действиях «Крещение Литвы» (1874; опубликована в сентябре 1879 года) А. А. Навроцкого. В драме изображён переломный эпизод литовской истории — падение язычества и введение католической веры после брака великого князя литовского Ягайло и королевы польской Ядвиги.

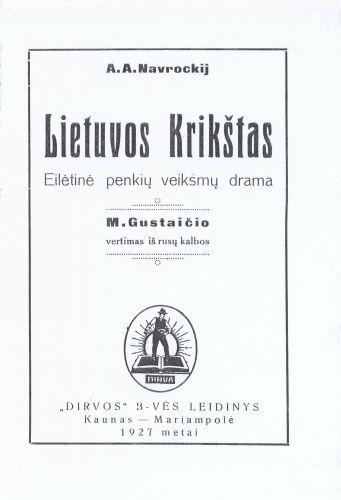
A. A. Navrockij. Lietuvos Krikštas. Eilėtinė penkių veiksmų drama. M. Gustaičio vertimas iš rusų kalbos. Kaunas — Marijampolė: «Dirvos» bendrovė, 1927. Титульная страница

Перевод пьесы вместе с нотами и предисловием М. Густайтиса был издан на литовском языке в 1927 году в Каунасе.

## Литературоведческая деятельность
М. Густайтис — автор учебника по теории литературы «Стилистика» (1923), монографий и статей о литовских писателях и деятелях литовской культуры — о родоначальнике литовской дидактической прозы и баснописце Антанасе Татаре (1805—1889), патриархе литовского национального возрождения Йонасе Басанавичюсе (1851—1927), о Пятрасе Кряучюнасе, композиторе Чесловасе Саснаускасе.
Писал также статьи и сопровождающие его переводы очерки о Юлии Цезаре, Цицероне, Сарбевии, Адаме Мицкевиче и его «Крымских сонетах».

## Произведения

### Сборники стихов
- Tėvynės ašaros («Слёзы родины», Чикаго, 1914)
- Tėvynės ašaros ir Erškėčių takų («Слёзы родины и Тернистой тропой», Ярославль, 1916)
- Sielos akordai («Аккорды души», Ярославль, 1917)
- Varpeliai («Колокольчики», Каунас — Мариясполе, 1925)

### Поэмы
- Meilė («Любовь», 1911; отд. изд. Чикаго, 1914)
- Kryžiai («Кресты», 1927)
- Punskas («Пунск», 1926)

### Историко-литературные монографии
- Kunigas Antanas Tatarė («Ксёндз Антанас Татаре»; Вильна, 1913)
- Petras Kriaučiūnas («Пятрас Кряучюнас»; Каунас — Мариямполе, 1926)
- M. Sarbevijus («М. Сарбевий»; Каунас, 1925)
- Adomo Mickevičiaus «Ponas Tadas». Etiudas («„Пан Тадеуш“» Адама Мицкевича. «Этюд»; Каунас, 1927)
- Basanavičius ir «Aušra» («Басанавичюс и „Аушра“»; Каунас, 1927)
- Julijus Cezaris. Monografija («Юлий Цезарь. Монография»; Каунас, 1928)

## Переводы
На русский язык стихотворения М. Густайтиса переводили Е. Л. Шкляр, П. Жур, Б. Кежун, А. Чепуров, Н. Браун.
На польский язык стихотворения М. Густайтиса переводила С. Яблонская (пол. S. Jabłońska) и Я. Вихерт-Кайрюкштисова (J. Wichert-Kajriuksztisowa).
Известен перевод на эсперанто П. Лапене.